# Жељко Јерков
Жељко Јерков (Пула, 6. новембар 1953) је бивши југословенски и хрватски кошаркаш. Играо је на позицији центра.

## Клупска каријера
Каријеру је започео у Југопластици, играјући као члан прве петорке. Са њима је освојио једно првенство и два купа Југославије, те два европска Купа Радивоја Кораћа.
У каријери је играо још за италијанске клубове, Скаволини Пезаро и Бенетон Тревизо. Са Скаволинијем је 1983. освојио Куп победника купова.

## Репрезентација
Са репрезентацијом Југославије освојио је златну медаљу на Олимпијским играма 1980. у Москви и сребрну медаљу на Олимпијским играма 1976. у Монтреалу. Такође има и златну медаљу са Светског првенства 1978. и три злата са Европских првенстава 1973, 1975 и 1977.